# Bruinkapspecht
De bruinkapspecht (Yungipicus moluccensis synoniem:Dendrocopos moluccensis) is een kleine soort specht uit de familie (Picidae) die voorkomt in de Indische Archipel.

## Beschrijving
De bruinkapspecht lijkt sterk op de grijskapspecht. De bruinkapspecht is iets kleiner (13 cm). Beide soorten lijken een beetje op de in Europa voorkomende kleine bonte specht, met hetzelfde formaat en dezelfde zwart-wittekening op de rug. De koptekening is anders, beide soorten hebben een witte wenkbrauwstreep en een zwarte oogstreep. Het vrouwtje van de bruinkapspecht heeft een bruine kap en de grijskapspecht heeft een grijze (vaak zwart lijkende) kap. Het opvallendste verschil is het verenkleed aan de onderzijde. De bruinkapspecht heeft een gespikkelde borst op een witte ondergrond en de grijskapspecht is daar okerkleurig met zwarte streepjes. Daarnaast is er een verschil in habitatkeuze.

## Verspreiding en leefgebied
De bruinkapspecht komt voor op het schiereiland Malakka, Sumatra, Borneo, Java en de Kleine Soenda-eilanden. Het is een plaatselijk algemene vogel die vooral voorkomt in mangrovebos en bossen en gebieden met struikgewas langs kusten.
De soort telt 2 ondersoorten:
- Y. m. moluccensis: van Malakka tot Borneo, Sumatra, Java en de Riouwarchipel.
- Y. m. grandis: de Kleine Soenda-eilanden.

## Status
Het verspreidingsgebied is vrij groot. Daardoor alleen al is de kans op uitsterven uiterst gering. Er is aanleiding te veronderstellen dat de soort in aantal toeneemt. Om deze redenen staat de bruinkapspecht als niet bedreigd op de Rode Lijst van de IUCN.

Foto's van de bruinkapspecht
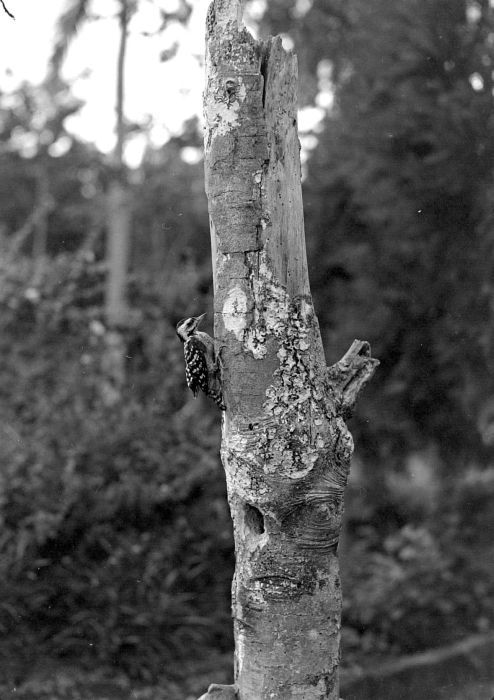
Jonge bruinkapspecht bij nestholte. Foto collectie Tropenmuseum, Amsterdam.